# Schangnau
Schangnau är en ort och kommun i distriktet Emmental i kantonen Bern, Schweiz. Kommunen har 919 invånare (2023).